# The Shubert Organization
The Shubert Organization è un'organizzazione di produzione teatrale e uno dei principali proprietari di teatri con sede a Manhattan, New York City. È stata fondata dai tre fratelli Shubert alla fine del XIX secolo. Si espansero costantemente, possedendo molti teatri a New York e in tutto il paese. Da allora ha subito passaggi di proprietà, ma è ancora un'importante catena di teatri.

## Storia
The Shubert Organization fu fondata dai fratelli Shubert, Sam S. Shubert, Lee Shubert e Jacob J. Shubert di Syracuse, New York, colloquialmente e collettivamente noti come "The Shuberts", alla fine del XIX secolo nello Stato di New York, entrando nelle produzioni di New York nel 1900. L'organizzazione ha prodotto un gran numero di spettacoli ed iniziò ad acquistare teatri. Sam Shubert morì nel 1905; nel 1916 i due fratelli rimasti erano diventati potenti magnati del teatro con una presenza a livello nazionale.
Nel 1907 gli Shubert tentarono di entrare nel vaudeville con la United States Amusement Co. Nella primavera del 1920 fecero un altro tentativo, stabilendo lo Shubert Advanced Vaudeville con Lee Shubert come presidente e rappresentando due spettacoli al giorno a Boston, Dayton, Detroit, Cleveland , Chicago, Philadelphia e nel settembre 1921 aprendo a New York.
Nell'aprile 1922 gli Shubert collaborarono con Isidore Herk ed E. Thomas Beatty per formare l'Affiliated Theatres Corporation, che avrebbe prenotato spettacoli per la catena. Di fronte alla feroce concorrenza del circuito B. F. Keith, gli Shubert chiusero la loro attività di vaudeville nel febbraio 1923.
Nel 1929 la catena Shubert Theatre comprendeva i locali più importanti di Broadway, il Winter Garden, il Sam S. Shubert e gli Imperial Theater, e possedeva, gestiva, operava o prenotava quasi un migliaio di teatri a livello nazionale. La compagnia continuò a produrre produzioni teatrali a New York fino agli anni '40, tornando a produrre produzioni di Broadway negli anni '70 dopo una pausa.
La compagnia fu riorganizzata nel 1973 e nel 2016 possedeva o gestiva diciassette teatri di Broadway a New York, due teatri off-Broadway, Stage 42 e New World Stages, e il Forrest Theatre di Filadelfia. Affittò lo Shubert Theatre di Boston al Citi Performing Arts Center. Lo Shubert Ticketing, che include Telecharge, gestisce i biglietti per 70 sale.
Diversi ex teatri di proprietà di Shubert negli Stati Uniti sono ancora indicati con il nome di Shubert. Uno dei più famosi è il New Haven Shubert, il secondo teatro mai costruito dalla Shubert Organization. Fino agli anni '70, i principali produttori di Broadway spesso presentavano spettacoli lì prima di aprire a New York. È stato immortalato in molti film della metà del XX secolo, come All About Eve.
Un altro importante teatro regionale è stato lo Chicago, Illinois, situato all'interno del Majestic Building al 22 West Monroe Street. Originariamente noto come Majestic Theatre, The Shubert Organization lo acquistò nel 1945 e lo ribattezzò "Sam Shubert Theatre". Gli Shubert vendettero il teatro alla Nederlander Organization nel 1991 ed è ora noto come CIBC Theatre.
Nel 2016 ha venduto la sede di lunga data al 1700 di Broadway, a Ruben Cos, per 280 milioni di dollari.

## Teatri

### Broadway
- Ambassador Theatre
- Ethel Barrymore Theatre
- Belasco Theatre
- Booth Theatre
- Broadhurst Theatre
- Broadway Theatre
- Cort Theatre
- John Golden Theatre
- Imperial Theatre

- Bernard B. Jacobs Theatre
- Longacre Theatre
- Lyceum Theatre
- Majestic Theatre
- Music Box Theatre
- Gerald Schoenfeld Theatre
- Shubert Theatre
- Winter Garden Theatre

### Off-Broadway
- Stage 42
- New World Stages

### Regionale
- Forrest Theatre (Filadelfia)
- Shubert Theatre (Boston)

## Teatri precedenti

### Broadway
- Avon Theatre[5][6]
- Teatro Adelphi (1944–1970)
- Bijou Theatre[5]
- Casino Theatre (dal 1903)[5]
- Central Theatre (1918–1988)
- Century Theatre[5]
  - Century Theatre Roof
- Comedy Theatre (1909–1931)[5]
- Cosmopolitan Theatre[5]
- Maxine Elliott Theatre (1906–1956)[5]
- Forrest Theatre (1925–1945)[7]
- 44th Street Theatre (1912–1945)
  - Nora Bayes Theatre (sul tetto)
- 49th Street Theatre[5][8]
- 46th Street Theatre (1935–1945)
- Sam H. Harris Theatre[5]
- Herald Square Theatre (1900–?)[9]
- New York Hippodrome (1906-1915)[9][10]
- Jolson's 59th Street Theatre[5]
- Lyric Theatre (1903–?)[9]
- Madison Square Theatre[10]
- Majestic Theatre (Columbus Circle)[5]
- Manhattan Center (1911–1922)
- Morosco Theatre
- National Theatre (?-1956)
- New Century Theatre
- Princess Theatre (29th St) (1902–1907)[9]
- Ritz Theatre (1921–1956)
- Saint James Theatre (1941–1957)
- Waldorf Theatre[5]

### Circuito metropolitano
- Bronx Opera House, Bronx[5]
- Riviera Theatre, Manhattan[11]
- Shubert Majestic Theatre, Brooklyn[5]
- Teller's Shubert Theatre, Brooklyn[5]

### Regionali
- Harmanus Bleecker Hall (Albany)[9]
- Capitol Theatre (Albany)[5]
- Auditorium Theatre (Mayfair Theatre) (Baltimora)[5]
- Boston Opera House (Boston)
- Colonial Theatre (Boston) (?-1957)[12]
- Columbia Theatre (Boston) (1903–1904)[13]
- Majestic Theatre (Cutler Majestic Theatre) (Boston) (1903–1956)[14]
- Plymouth Theatre (Boston) (1927–1957)
- Wilbur Theatre (Boston)[15]
- Teck Theatre (Buffalo)[9]
- Blackstone Theatre (Merle Reskin Theatre) (Chicago) (1948–1989)
- Erlanger Theatre (Chicago)[15]
- Garrick Theater (Chicago) (1903–?)[9][16]
- Great Northern Theatre (Chicago)[15]
- Olympic Theatre (Chicago)[5]
- Princess Theatre (Chicago)[5]
- Shubert Grand Opera House[17]
- Shubert Theatre (Bank of America Theatre) (Chicago) (1945–1991)
- Cox Theatre (Cincinnati)[15]
- Shubert Theatre (Cincinnati)[15][18]
- Colonial Theatre (Cleveland)[9][19]
- Hanna Theatre (Cleveland)[5]
- Cass Theatre (Detroit) (1926–1962)[20]
- Garrick Theatre (Detroit)[5]
- Shubert-Lafayette Theatre (Detroit) (1925–1957)[20][21]
- Parsons Theatre (Hartford)[5]
- Murat Theatre (Old National Centre)  (Indianapolis)[5]
- Shubert Theatre (Kansas City)[22]
- Shubert's Missouri Theatre (Folly Theater) (Kansas City)[23]
- Shubert Theatre (Los Angeles) (1972–2002)
- Shubert Theatre (Newark)[5]
- Shubert Theatre (New Haven) (1914–1941)[24]
- Adelphi Theatre (Filadelfia)[5]
- Chestnut Street Opera House (Filadelfia)[5]
- Locust Theatre (Filadelfia) (?-1956)[25]
- Lyric Theatre (Filadelfia)[5]
- Shubert Theatre (Merriam Theater) (Filadelfia) (1918–1957)[12]
- Walnut Street Theatre (Filadelfia) (1941–1969)
- Providence Opera House (Providence)[5]
- Shubert Theater (Fitzgerald Theatre) (Saint Paul) (1910–1933)
- Alvin Theatre (Pittsburgh)[5]
- Duquense Theatre (Pittsburgh)[9]
- Pitt Theatre (Pittsburgh)[5]
- Baker Theatre (Rochester) (1899–?)[9][26]
- Cook Opera House (Rochester) (1898–1899)[9]
- Curran Theatre (San Francisco)[5]
- Garrick Theatre (St. Louis)[9][27]
- Shubert Theatre (St. Louis)[28]
- Bastable Theatre (Syracuse) (1897–?)[9]
- Grand Opera House (Syracuse)[9]
- Wieting Opera House (Syracuse)[5]
- Town Hall Theatre (Toledo) (1945–1953)[29][30][31]
- Royal Alexandra Theatre (Toronto)[5]
- Rand Opera House (Troy, New York)[9]
- Majestic Theatre (Utica)[9]
- Belasco Theatre (Lafayette Square Opera House)  (Washington, D.C.)[5]
- Poli's Theatre (Washington, D.C.)[5]
- Shubert Theatre (Washington, D.C.)[32]
- Shubert-Garrick Theater (Washington, D.C.)[33]
- National Theatre (Washington, D.C.) (1980–2012)[34][35]
- Playhouse Theatre (Wilmington, Delaware)[5]

### Londra
- Waldorf Theatre (1905–1909)[9]